# Scania-Vabis
Scania-Vabis je bil švedski proizvajalec tovornjakov, avtomobilov in avtobusov. Podjetje je bilo ustanovljeno leta 1911, ko sta se združila Scania in Vabis. Proizvodnja avtomobilov se je končala leta 1929, leta 1968 so opustili ime Vabis. 
Podjetje je proizvajalo tovornjake v Argentini, Botsvani, Braziliji, Južni Koreji, Tanzaniji, Južni Koreji, Nizozemski, Zimbabveju in ZDA.

## Tovornjaki
- Scania-Vabis CLb/CLc (1911–1927)
- Scania-Vabis DLa (1911–1926)
- Scania-Vabis ELa (1912–1926)
- Scania-Vabis FLa (1911–1924)
- Scania-Vabis GLa (1914–1923)
- Scania-Vabis 314/324/325 (1925–1936)
- Scania-Vabis 335/345/355 (1931–1944)
- Scania-Vabis L10/L40/L51 (1944–1959)
- Scania-Vabis L20/L60/L71 (1946–1958)
- Scania-Vabis L75/L76 (1958–1968)
- Scania-Vabis L55/L56/L66 (1959–1968)
- Scania-Vabis L36 (1964–1968)